# جسیکا سیمپسون
جسیکا اَن سیمپسون (به انگلیسی: Jessica Ann Simpson) (متولد ۱۰ ژوئیه، ۱۹۸۰) هنرمند آمریکایی است؛ هنرپیشه، خواننده، شخصیت تلویزیونی و طراح مد است که ظهورش به شهرت در سال ۱۹۹۹ آغاز شد. از آنجا که در آن زمان، سیمپسون برای به دست آوردن بسیاری از نقاط عطف در ضبط چندین برنامه‌های تلویزیونی، فیلم‌ها و تبلیغات، ستاره شد، راه‌اندازی یک خط از محصولات مو و زیبایی و طراحی عطر، کفش و کیف‌های دستی برای زنان را راه انداخت.
او اهل ابیلین در تگزاس است، همچنین او طرفدار تیم دالاس کاوبویز و دالاس ماوریکس است.

## زندگی شخصی
جسیکا سیمپسون در ماه ژوئیه ۲۰۱۴ در نهایت پس از ۴سال زندگی مشترک با نامزدش، ازدواج کرد. او در سن ۳۳ سالگی و پس از آنکه ۴ سال زندگی مشترک با اریک جانسون می‌داشت در نهایت توانست با وی ازدواج‌شان را رسمی‌کند. اریک جانسون همسر جسیکا سیمپسون نیز در هنگام ازدواج ۳۴سال داشت. این دو در هنگام ثبت رسمی ازدواج‌شان صاحب دو فرزند، یک دختر ۲ساله و یک پسر ۸ماهه بودند. این زوج در ژانویه ۲۰۲۵، بعد از ۱۰ سال زندگی مشترک از هم جدا شدند.

## فیلم‌ها

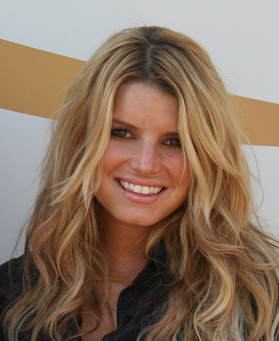

از فیلم‌های معروف او عبارت‌اند از:
- دوک کلید خطر
- کارمند ماه
- بلندپروازی بلوند
- ولنتاین خصوصی: ورزش و خطرناک

| فیلم | فیلم                         | فیلم                    | فیلم            |
| سال  | فیلم                         | نقش                     | نکات            |
| ---- | ---------------------------- | ----------------------- | --------------- |
| ۲۰۰۲ | استاد تغییر قیافه            | خودش                    | تک‌جلوه          |
| ۲۰۰۵ | دوک کلید خطر                 | Daisy Duke              | اولین فیلم بلند |
| ۲۰۰۶ | کارمند ماه                   | Amy Renfro              | نویسنده         |
| ۲۰۰۷ | بلندپروازی بلوند             | Katie Gregerstitch      |                 |
| ۲۰۰۸ | استاد عشق                    | خودش                    | تک‌جلوه          |
| ۲۰۰۸ | ولنتاین خصوصی: ورزش و خطرناک | Private Megan Valentine |                 |

| تلویزیون                        | تلویزیون                                                                     | تلویزیون        | تلویزیون                          |
| سال                             | عنوان                                                                        | نقش             | نکات                              |
| ------------------------------- | ---------------------------------------------------------------------------- | --------------- | --------------------------------- |
| ۲۰۰۳—۲۰۰۵                       | زوج تازه ازدواج کرده، نیک و جسیکا                                            | خودش            | واقعیت تلویزیون                   |
| ۲۰۰۴                            | جسیکا                                                                        | جسیکا سیمپسون   | خلبان - پخش نشد                   |
| ۲۰۰۴                            | انواع ساعت نیک و جسیکا                                                       | خودش            | موسیقی/ طرح‌های ویژه کمدی          |
| ۲۰۰۴                            | کریسمس خانوادگی نیک و جسیکا                                                  | خودش            | موسیقی ویژه تعطیلات               |
| ۲۰۱۰                            | قیمت زیبایی                                                                  | خودش            | واقعیت تلویزیون                   |
| ۲۰۱۲                            | ستاره مد(Fashion Star)                                                       | خودش            | واقعیت تلویزیون                   |
| حضور در تلویزیون به عنوان مهمان |                                                                              |                 |                                   |
| سال                             | عنوان                                                                        | نقش             | نکات                              |
| ۲۰۰۰                            | ۹۸ درجه-همه چیز من هستی                                                      | خودش            | موزیک ویدئو                       |
| ۲۰۰۲                            | نمایش دهه ۷۰                                                                 | آنت             | رفتن به کالیفرنیا (قسمت ۱، فصل ۵) |
| ۲۰۰۳                            | حرفای شما (قسمت ۱۳، فصل ۵) عزیزم من میخوام که تو را ترک کنم (قسمت ۱۴، فصل ۵) |                 |                                   |
| ۲۰۰۳                            | منطقه گرگ و میش                                                              | میراندا ایوانز  | مجموعه (فصل ۱، قسمت ۳۸)           |
| ۲۰۰۷                            | ویلی نلسون - شما را نمی‌دونم من خندام میگیره                                  | خودش            | موزیک ویدئو                       |
| ۲۰۰۹                            | من که خیلی                                                                   | تکنسین کامپیوتر | ویژه تلویزیون (قسمت ۱)            |
| ۲۰۱۰                            | دارودسته                                                                     | خودش            | فصل ۷ قسمت ۵ (۱ قسمت)             |
| ۲۰۱۰                            | PBS ویژه کریسمس                                                              | خودش            | ویژه تلویزیون                     |